# Dexia nigra
Dexia nigra är en tvåvingeart som beskrevs av Macquart 1835. Dexia nigra ingår i släktet Dexia och familjen parasitflugor. Inga underarter finns listade i Catalogue of Life.